# Rettungsfallschirm

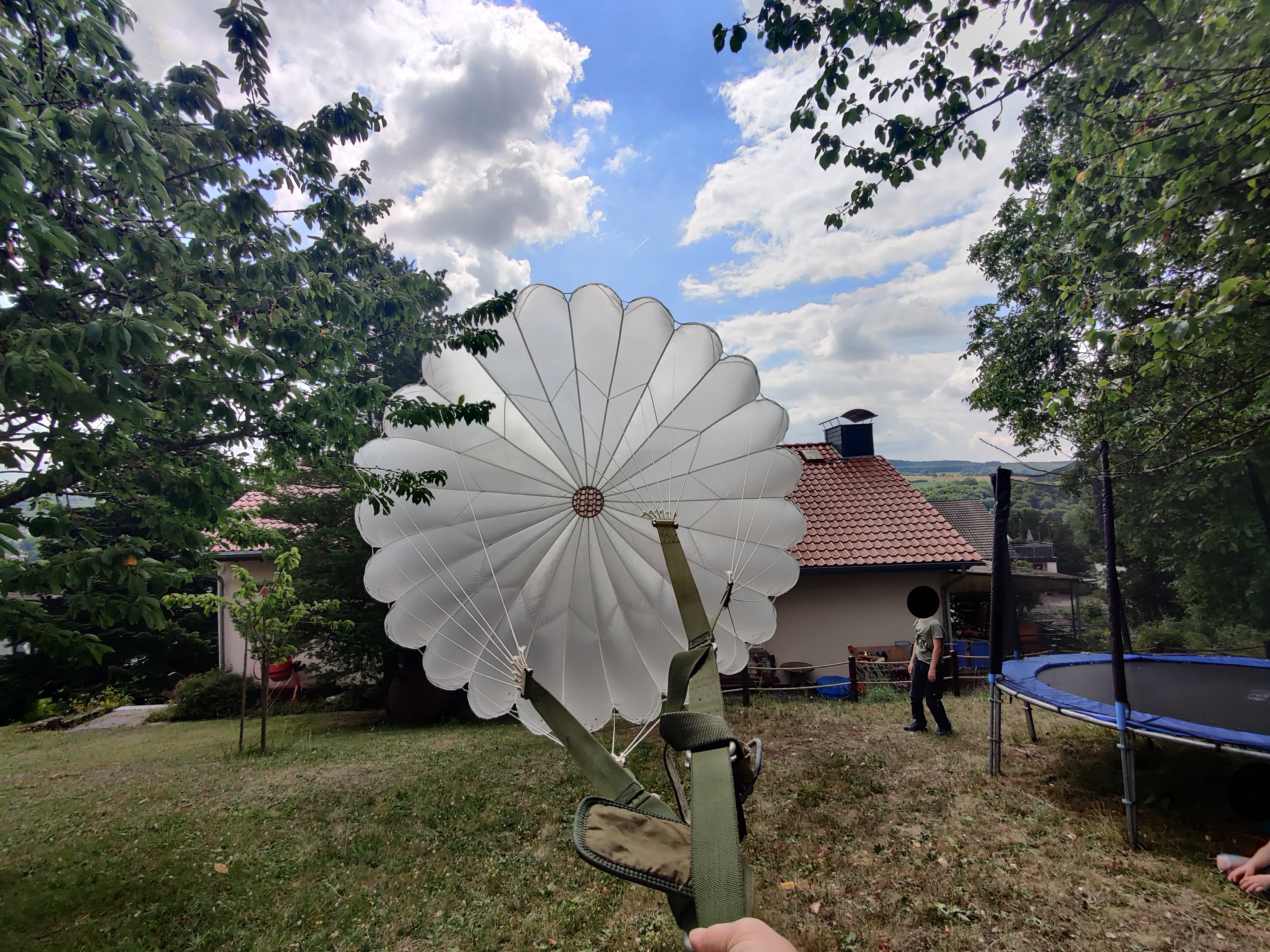
In einem Garten zu Anschauungszwecken geöffneter Rettungsfallschirm.

Ein Rettungsfallschirm (in der Schweiz auch Notschirm genannt) ist ein Fallschirm, der ausschließlich für den Einsatz zum Zweck der Rettung (in der Regel aus Luftnot) vorgesehen ist und präventiv mitgeführt wird.

## Systeme
Steuerbarkeit, Unterbringung und Auslösung sind von der Art des Luftfahrzeugs, denkbaren Notszenarien und grundsätzlichen Einsatzmöglichkeiten abhängig. Gegebenenfalls werden aus funktionalen Erwägungen heraus auch komplexere Systeme notwendig, bei denen der eigentliche Rettungsfallschirm dann nur noch Systembaustein ist, wie beispielsweise beim Schleudersitz oder den bei größeren Luftsportgeräten und kleinen Flugzeugen zum Teil verwendeten Gesamtrettungssystemen. Es wurden auch Fallschirme getestet, bei denen die Rundkappe mittel pyrotechnischer Sätze „aufgesprengt“ wird. Dieses „Ultrafast opening“ genannte Verfahren kann den Schirm sogar im Stand am Boden entfalten.
In Deutschland gelten Rettungsfallschirme nach § 1 Abs. 2 Nr. 8 LuftVG als eigene Luftfahrzeugklasse.
Es können folgende Fallschirmarten unterschieden werden:
- Flächenfallschirm
- „Rogallo-Typ“
- Rundkappenfallschirm

## Anwendung

### Gleitschirm und Hängegleiter
Im Gegensatz zu Rettungsschirmen bei größeren Flugzeugen hängt bei diesen Luftsportgeräten der Pilot zusammen mit seinem Gerät am Rettungsschirm. Das hat den Vorteil, dass es keine Phase gibt, in der der Pilot frei fällt und Geschwindigkeit aufnimmt. Ein entsprechender Höhenverlust wird vermieden. Außerdem bleibt bei Gleitschirmen und Hängegleitern häufig nur wenige hundert Meter Abstand bis zum Boden. Eine der wichtigsten Aufgaben des Rettungsschirms ist es daher, sehr schnell und zuverlässig zu öffnen.
In Deutschland und Österreich ist für Gleitschirmflieger und Hängegleiterpiloten das Mitführen eines Rettungsfallschirmes bei Flügen oberhalb von 50 m über Grund Pflicht, in der Schweiz nur für Prüfungsflüge. (In Deutschland besteht die Pflicht zur Mitführung eines Schirmes seit 1976.)
Beim Gleitschirm wird der Rettungsfallschirm vor dem Piloten oder seitlich des Piloten in einem speziellen Behälter am Gurtzeug angebracht. Alternativ erfolgt die Unterbringung unter der Sitzfläche oder im Rückenteil des Gurtzeugs.
Beim Hängegleiter wird der Schirm in die Liegeschürze des Piloten im Bereich Brust/Bauch-Raum integriert. Das Paket wird mit Klett-Verschlüssen gesichert. Die Rettungsleine oder Verbindungsleine des Rettungsfallschirms wird zum Karabinerhaken geführt, der den Piloten samt Gurtzeug mit dem Fluggerät verbindet.
Die Auslösung des Rettungsfallschirms erfolgt von Hand, durch Ziehen am Auslösegriff. Das durch die Schwerkraft nach unten fallende Fallschirmpaket öffnet sich durch den Fahrtwind.
Andere Systeme, die hauptsächlich an motorisierten Hängegleitern eingesetzt werden, katapultieren das Schirmpaket mit Federn, Druckluft oder pyrotechnischen Mitteln aus seinem Behälter. Diese aufwendigere Technik hat den Vorteil, dass der Rettungsschirm verlässlich in eine Richtung geworfen wird, die den Propeller vermeidet. Außerdem verlangt sie vom Piloten keinen koordinierten Wurf, sondern wird durch Knopfdruck ausgelöst. Dadurch verkürzt sich die Zeit bis zur Öffnung des Schirms.

Vergleich der Leinenlängen von Rettungsschirm und Gleitschirm.
Nach der Öffnung des Rettungsschirms befinden sich Gleitschirm und Rettungsschirm in einer Scherenstellung mit erhöhtem Sinken.
Durch das Einziehen der B-Leinen des Gleitschirms wird das tragende Profil des Gleitschirms zerstört; der Schirm sollte dann zum Piloten gezogen werden um den Einfluss auf den Rettungsschirm zu vermindern.

### Fallschirmspringen
Der Reservefallschirm (auch Reserveschirm) beim Fallschirmspringen gilt in der Regel nicht als Rettungsschirm, sondern gehört zu den Sprungfallschirmen. Eine Fehlöffnung der Hauptkappe bei Einhalten der Sicherheitsöffnungshöhe gilt nicht als unmittelbare Luftnot, sondern prinzipiell nur als Störung des normalen Sprungablaufs, der nach Abtrennung der Hauptkappe und der Öffnung der Reserve der beabsichtigte Fallschirmsprung quasi gefahrlos fortgesetzt wird. Hauptschirm und Reserve könnten grundsätzlich auch getauscht werden.

### Flugzeuge
In Verkehrsflugzeugen werden normalerweise keine Rettungsfallschirme mitgeführt, in Militär- und Transportmaschinen ist meist für die Besatzung eine bestimmte Anzahl von Rettungsfallschirmen an Bord.
Kleinere Militärflugzeuge verfügen auch meist über komplexere Rettungssysteme wie den Schleudersitz, in dem der Rettungsfallschirm lediglich eine Komponente ist.
Die meisten Insassen von kleineren Motorflugzeugen und Reisemotorseglern tragen keinen Rettungsfallschirm, da meist die Türen und Sitze nicht für das Tragen von Rettungsfallschirmen ausgelegt sind.
Im Segelflug werden üblicherweise Rettungsfallschirme von Piloten und Passagieren mitgeführt. Im Notfall können so Pilot und Passagier das Cockpit verlassen. In der Ausbildung, im Kunstflug und bei Wettbewerben sind im Segelflug Rettungsfallschirme vorgeschrieben. Die verwendeten Rettungsfallschirme gibt es in manueller (Auslösung von Hand), zwangsausgelöster (am Flugzeug befestigte Aufziehleine) oder kombinierter Form mit beiden Auslösevarianten. In den 60er bis Anfang der 70er Jahre demonstrierte Herbert Gillmann aus München regelmäßig Tiefsprünge. Er sprang aus Sportflugzeugen mit einem automatischen Dreieckfallschirm (Kohnke) aus 50 m Höhe, insbesondere um Segelfliegern zu demonstrieren, dass sie ihre Rettungsfallschirme auch in niedrigen Höhen benutzen können. Nach dieser Demonstration konnten Segelflieger einen Probesprung im Fallschirm-Sportspringer-Verein Bayern e. V. (seit 1972 in Fallschirm-Sportclub München e. V. umbenannt) – diesen jedoch aus 400 m Höhe – absolvieren.
Für Ultraleicht-, Segel- und kleinere Motorflugzeuge gibt es Gesamtrettungssysteme, an denen das gesamte Luftfahrzeug im Notfall zu Boden gleiten kann.
In Deutschland ist ein Gesamtrettungssystem für Ultraleichtflugzeuge gesetzlich vorgeschrieben.